# أثر جائحة فيروس كورونا على الرجال والنساء

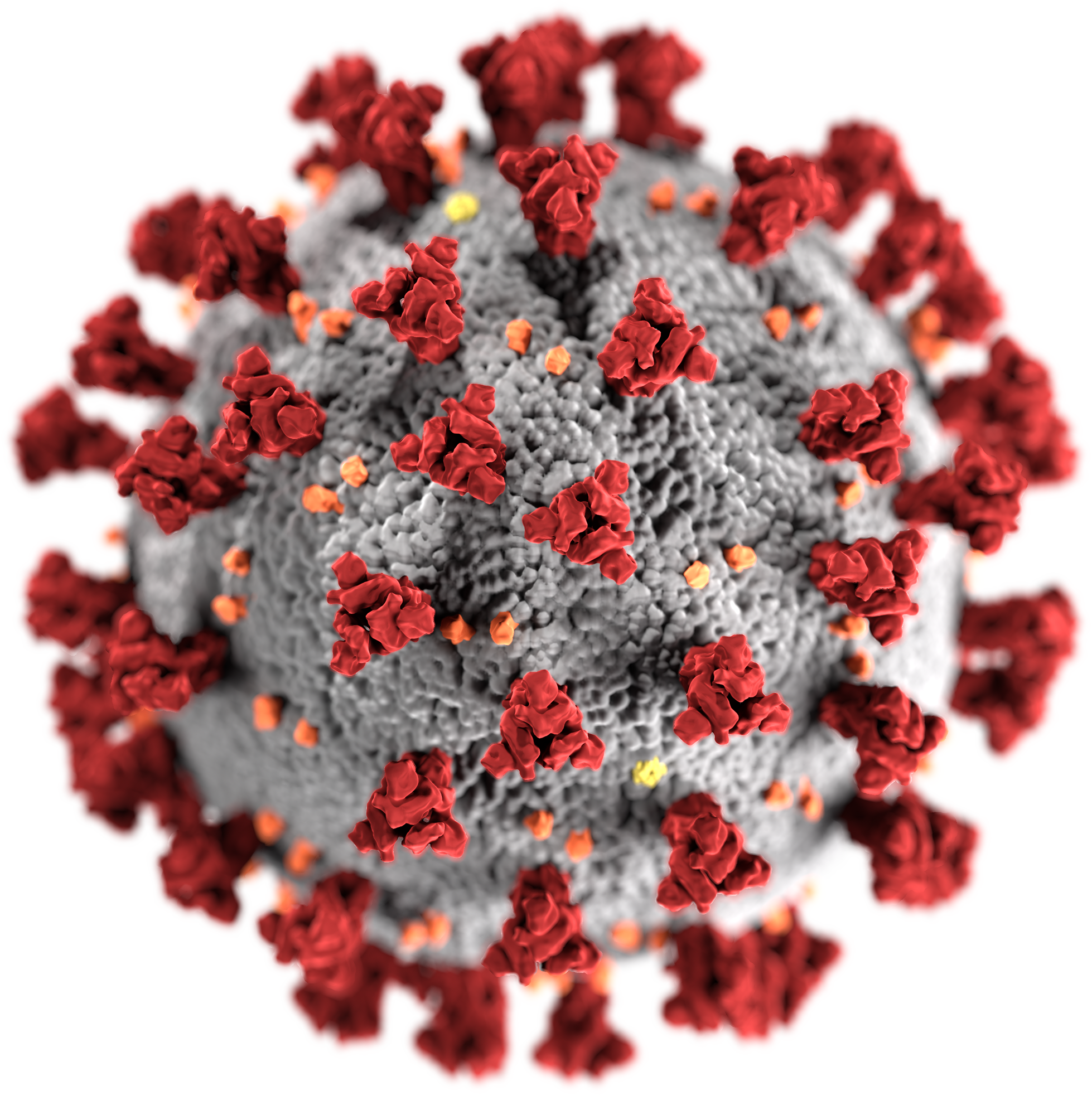

من المعروف أن جائحة فيروس كورونا 2019–20 يؤثر على الرجال والنساء على حدٍ سواء، لكن تأثير هذه الجائحة ومعدلات الوفاة تختلف بين الرجال والنساء. الوفاة الناتجة عن الإصابة بجائحة فايروس كورونا 19 أعلى عند الرجال وفقًا لدراسات أُجريت في الصين وإيطاليا. نسبة أعلى من العاملين في المجال الصحي، وخصوصًا التمريض، هُن من النساء، وبذلك ترتفع فرصة تعرضهن للفايروس. قد يؤثر إغلاق المدارس وإجراءات الحظر وتقليل الوصول إلى خدمات الرعاية الصحية بسبب جائحة فايروس كورونا 2019-20 بشكل مختلف على الجنسين. وأيضًا من الممكن أن تزيد من حالة عدم المساواة الحالية بين الجنسين.

## الاختلاف في معدل الوفيات بين الجنسين
حتى نيسان 2020، الرجال معرضون للموت بنسبة أكبر من النساء بعد إصابتهم بمرض كوفيد-19. ويكون خطر الوفاة عند الرجال بنسة أعلى في عمر الخمسين. وتختفي هذه الفروقات في معدلات الوفاة بين الرجال والنساء فقط بعمر التسعين عاماً. في الصين كانت نسبة الوفاة عند الرجال 2.8% و 1.7% عند النساء. السبب وراء هذا الاختلاف المبني على جنس المريض ليس معروفًا حتى الآن، ولكن قد تكون كل من العوامل الجينية والسلوكية سببًا وراء هذا التفاوت. فالاختلافات المناعية بين الرجال والنساء، وانشار التدخين بنسبة أقل بين النساء، وإصابة الرجال بإعتلالات مشتركة، مثل ضغط الدم، في سن أصغر من النساء، جميعها أسباب قد تكون ساهمت في إرتفاع معدل الوفيات عند الرجال. في أوروبا 57% من الأفراد المصابين هم من الرجال و 72% ممن توفوا بسبب كوفيد-19 كانوا من الرجال. حتى نيسان 2020، لم تقم حكومة الولايات المتحدة بتعقب البيانات المتعلقة بجنس حالات العدوى بكوفيد-19. أظهرت الأبحاث أن الأمراض الفيروسية مثل الإيبولا وفيروس نقص المناعة البشرية والإنفلونزا والسارس تؤثر على الرجال والنساء بشكل مختلف.

## الأثر على الصحة
أثناء حالات طوارئ الصحة العامة، تتعرض النساء لخطر متزايد للإصابة بسوء التغذية.

### النساء كمقدمات للرعاية
تظهر الأدلة من تفشي الأمراض في الماضي أن النساء أكثر إحتمالية للاعتناء بالأفراد المرضى في الأسرة، مما يجعلهم أكثر عرضة للإصابة. غالبية العاملين في مجال الرعاية الصحية، وخاصة التمريض ، هُن من النساء. إنهم على خط المواجهة الأول لمكافحة المرض، مما يجعل النساء أكثر عرضة للإصابة. 90٪ من العاملين في مجال الرعاية الصحية في مقاطعة هوبي في الصين (حيث نشأ المرض) كُن من النساء و 78٪ من العاملين في مجال الرعاية الصحية في الولايات المتحدة من النساء.

### الصحة الإنجابية
أثناء تفشي مرض ما، يتم تحويل موارد الرعاية الصحية لمكافحة هذا المرض، مما يؤدي إلى تقليل أولوية الصحة الإنجابية للنساء. تعرض التغيرات الفسيولوجية أثناء الحمل النساء لخطر العدوى بشكل متزايد، على الرغم من عدم وجود أدلة حول كوفيد-19 بهذا الخصوص. تواجه النساء خطر أكبر للإصابة بمرض شديد عند الإصابة بفيروس الأنفلونزا (الذي ينتمي إلى نفس عائلة كوفيد-19) ، لذلك من المهم حماية النساء الحوامل من الإصابة بكوفيد-19. وتم الإبلاغ عن أن إمكانية حصول الممرضات على السدادات القطنية والفوط الصحية قد قلت بالإضافة إلى العمل لساعات إضافية بدون معدات وقاية شخصية كافية خلال جائحة فيروس كورونا 2019-2020 في الصين. بالإضافة إلى ذلك، تم فرض تقييد شديد على القيام بالإجهاض في مناطق الولايات المتحدة.

### التجارب السريرية
يعتبر تمثيل النساء ناقصًا في التجارب السريرية المتعلقة باللقاحات والأدوية، ونتيجة لذلك يمكن أن يتم تجاهل الاختلافات بين الجنسين في الاستجابة للمرض في الدراسات العلمية.

## التفاوت بين الجنسين في المناصب القيادية
هناك تفاوت بين الجنسين في مناصب قيادة الاستجابة لتفشي كوفيد-19. فرقة عمل البيت الأبيض المعنية بفايروس كورونا والتي تضم 12 شخص مكونة بالكامل من الرجال. 72٪ من الرؤساء التنفيذيين لمؤسسات الرعاية الصحية العالمية هم من الرجال. ووفقًا لـموقع ThinkGlobalHealth ، فإنه «يتم دمج قضايا المساواة بشكل هادف في حالات الاستجابات الطارئة عندما تكون النساء والمجموعات المهمشة قادرة على المشاركة في عملية صنع القرار».

## الأثر الاجتماعي والاقتصادي
تشكل النساء جزءًا أكبر من العمال غير النظاميين والعاملين بدوام جزئي حول العالم. خلال فترات عدم اليقين، كما هو الحال أثناء الجائحة، تكون النساء أكثر عرضة للبطالة وعدم القدرة على العودة إلى العمل بعد انتهاء الجائحة. يمكن أن تكون تجربة الحجر الصحي مختلفة بين الرجال والنساء، مع مراعاة الفرق في الاحتياجات البدنية والثقافية والأمنية والصحية لكلا الجنسين.

## العنف القائم على النوع الاجتماعي
بسبب زيادة التوتر بين أفراد الأسرة أثناء الجائحة، من المرجح أن تتعرض النساء والفتيات لخطر أعلى من عنف الشريك وأشكال أخرى من العنف المنزلي. في كوسوفو، كانت هنالك زيادة بنسبة 17 ٪ في العنف القائم على النوع الاجتماعي أثناء الجائحة. خلال فترات الإغلاق، النساء اللواتي يتعرضن للعنف المنزلي يتاح لهن وصولاً محدودًا إلى خدمات الحماية. في هولندا، ارتفع عدد المكالمات الواردة إلى مراكز الاعتداء على الأطفال بنسبة 76٪ في فبراير 2020 مقارنة بالعام السابق.